# Pomatostome bridé
Pomatostomus superciliosus
Espèce
Statut de conservation UICN

 LC  : Préoccupation mineure

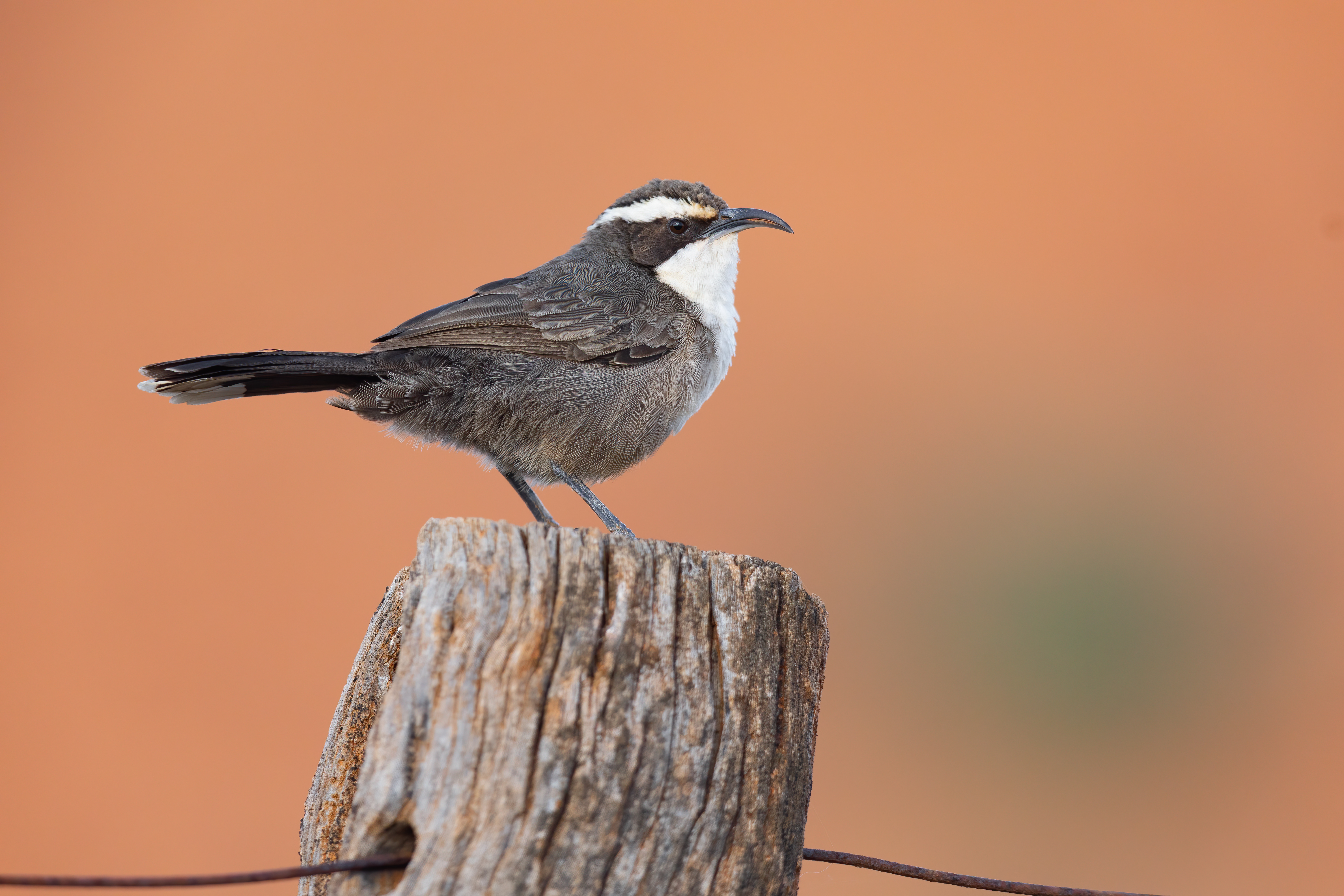
Un pomatostome bridé dans la chaîne Gawler, en Australie-Méridionale. Mai 2022.

Le Pomatostome bridé (Pomatostomus superciliosus) est une espèce de passereau de la famille des Pomatostomidae.

## Répartition
Il est endémique en Australie.

## Habitat
Il habite les zones arbustives de type méditerranéen.

## Sous-espèces
D'après Alan P. Peterson, cette espèce est constituée des 4 sous-espèces suivantes :
- Pomatostomus superciliosus ashbyi Mathews 1911 ;
- Pomatostomus superciliosus centralis Schodde & I.J. Mason 1999 ;
- Pomatostomus superciliosus gilgandra (Mathews) 1912 ;
- Pomatostomus superciliosus superciliosus (Vigors & Horsfield) 1827.